# Conservatoire de musique et d'art dramatique Prayner de Vienne

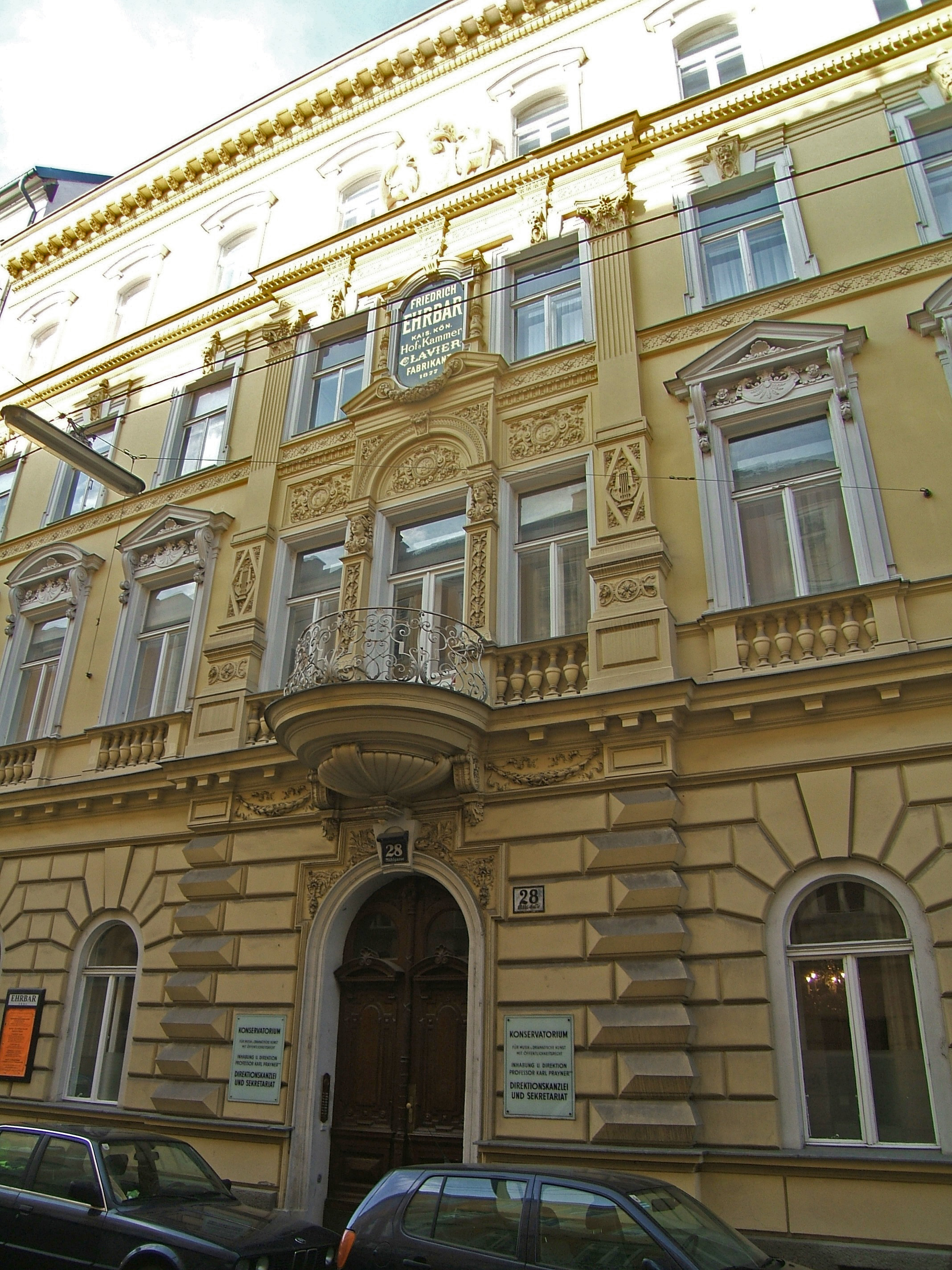
Conservatoire de musique et d'art dramatique Prayner de Vienne.

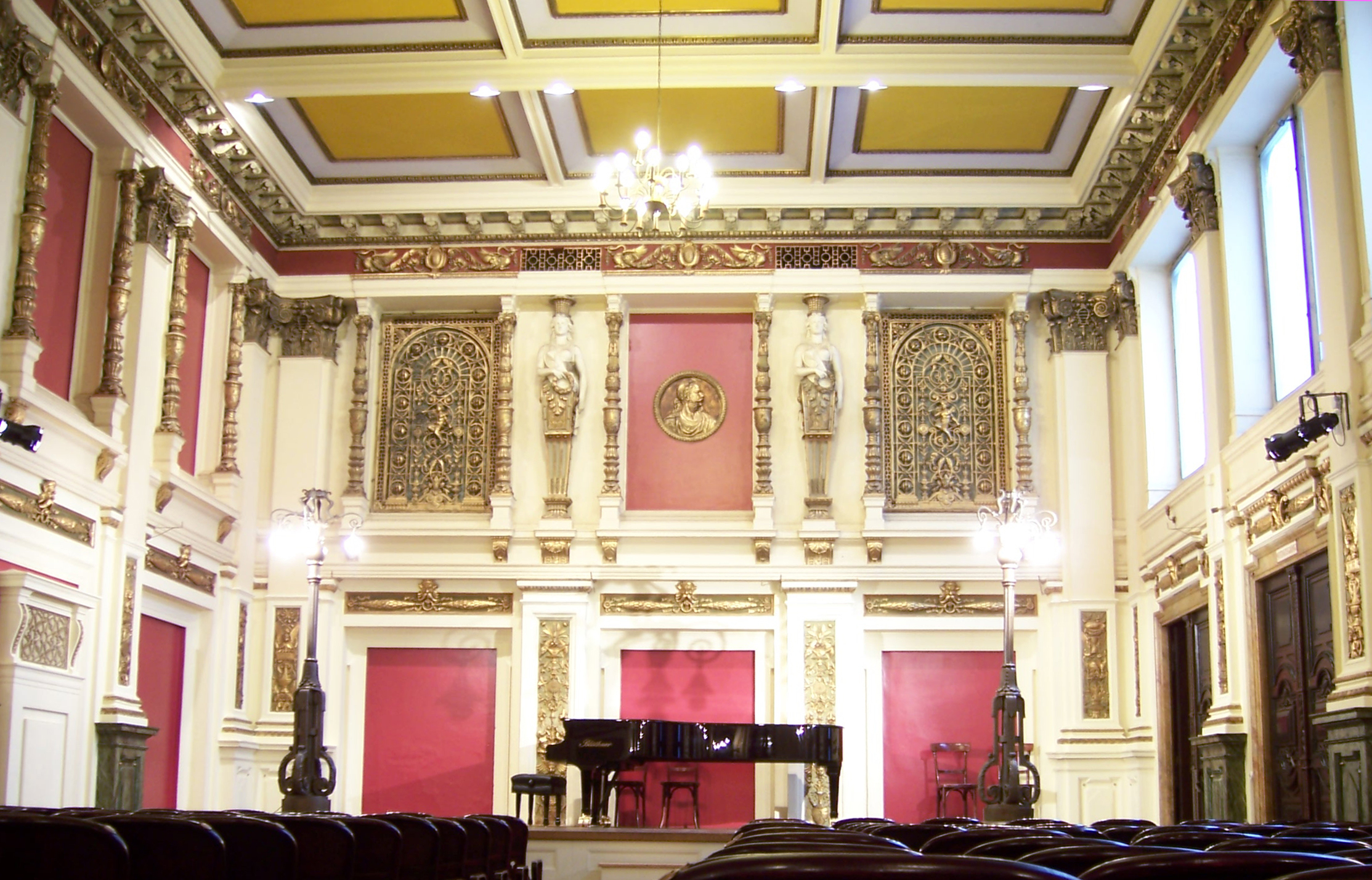
Ehrbar-Saal-Podium

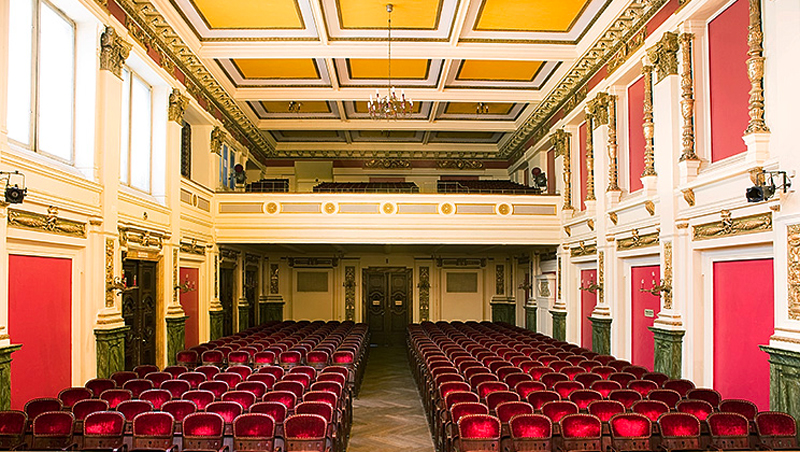
Ehrbar-Saal-Galerie

Le Conservatoire de musique et d'art dramatique Prayner de Vienne, agréé par les autorités autrichiennes, fondé en 1905, est devenu l'un des conservatoires les plus connus et historiques de la ville de Vienne.  
Le conservatoire est définitivement fermé depuis juin 2020. Ce qui suit n'est plus valide.

## Présentation
Actuellement, le conservatoire propose la préparation des diplômes de premier cycle, de deuxième cycle et de cycle supérieur, ainsi qu'une formation pour adultes et une formation pré-universitaire. Les étudiants de tous niveaux peuvent prendre des cours de voix ou d'instruments et ont la possibilité de se produire dans l'orchestre ou la chorale. À la fin de l'étude au Conservatoire de Prayner, les étudiants obtiennent un "diplôme artistique" autrichien reconnu internationalement dans les domaines d'études suivants autorisés par les autorités autrichiennes : piano, chant, violon, violoncelle, alto, contrebasse, flûte, clarinette, hautbois, basson, trompette, trombone, cor, tuba, guitare, harpe, accordéon, instruments de percussion ainsi que la composition, la direction d'orchestre, les cours d'accompagnement, la musique de chambre, l'opéra et le répertoire d'orchestre,. 
L'emplacement du Conservatory Center comprend deux bâtiments existants sur l'A-1040 Mühlgasse 28-30 et l'A-1060 Mariahilferstrasse 51 - avec ses façades historiquement importantes et sa structure relativement saine. 
L'un des points forts de l'installation est l'utilisation innovante du grand Ehrbarsaal existant, avec ses élégantes colonnes dorées et son plafond orné en tant que salle d'audience pour la nouvelle salle de concert, augmentée par des équipements de performance de pointe. 
Le Conservatoire Prayner compte plus d'une centaine d'enseignants, parmi lesquels figurent notamment  Maksimiljan Cencic, Kroutikova Galina (Gal Rasche), Massimo Stefanizzi, Giorgi Latso, Josef Stolz, Valbona Naku, Filimon Ginalis, Barbara Górzyńska, Alexandra Karastoyanova-Hermentin, Karin Reda, Ulf-Diether Soyka (en), Gerald Smrzek, Victoria Loukianetz et Franz Zettl (de).